# Conus xicoi
Espèce
Statut de conservation UICN

 VU D2 : Vulnérable
Conus xicoi est une espèce de mollusques gastéropodes marins de la famille des Conidae.
Comme toutes les espèces du genre Conus, ces escargots sont prédateurs et venimeux. Ils sont capables de « piquer » les humains et doivent donc être manipulés avec précaution, voire pas du tout.

## Description
La taille de la coquille varie entre 16 mm et 32 mm.

## Distribution
Cette espèce est présente dans l'océan Atlantique au large de l'Angola.

### Niveau de risque d’extinction de l’espèce
Selon l'analyse de l'UICN réalisée en 2011 pour la définition du niveau de risque d'extinction, cette espèce est endémique de l'Angola où elle a une aire de répartition très restreinte. Elle est présente depuis une position située à 30 km au nord de Luanda jusqu'à la plage de Santiago, soit une distance côtière d'environ 35 km. Cette espèce est présente sur toute son aire de répartition mais est moins fréquente dans les échantillons que d'autres espèces de mollusques. Elle se trouve sur le sable et les rochers vivant à proximité de l'embouchure des rivières, et peut donc préférer un environnement à plus faible salinité l'exposant à la pollution, à la sédimentation et à la construction et au développement dans ses habitats restreints. Selon le principe de précaution, l'espèce est évaluée comme Vulnérable D2.

## Taxonomie

### Publication originale
L'espèce Conus xicoi a été décrite pour la première fois en 1987 par le malacologiste allemand Dieter Röckel (d) dans « Publicações Ocasionais da Sociedade Portuguesa de Malacologia »,.

### Synonymes
- Conus (Lautoconus) xicoi Röckel, 1987 · appellation alternative
- Varioconus xicoi (Röckel, 1987) · non accepté